# Basilica dei Santi Pietro e Paolo (Guastalla)
La basilica dei Santi Pietro e Paolo (o Pieve di Guastalla) è un edificio di culto situato in via Pieve a Guastalla, in provincia di Reggio Emilia. La chiesa è sede dell'omonima parrocchia del vicariato II Pianura della diocesi di Reggio Emilia-Guastalla.

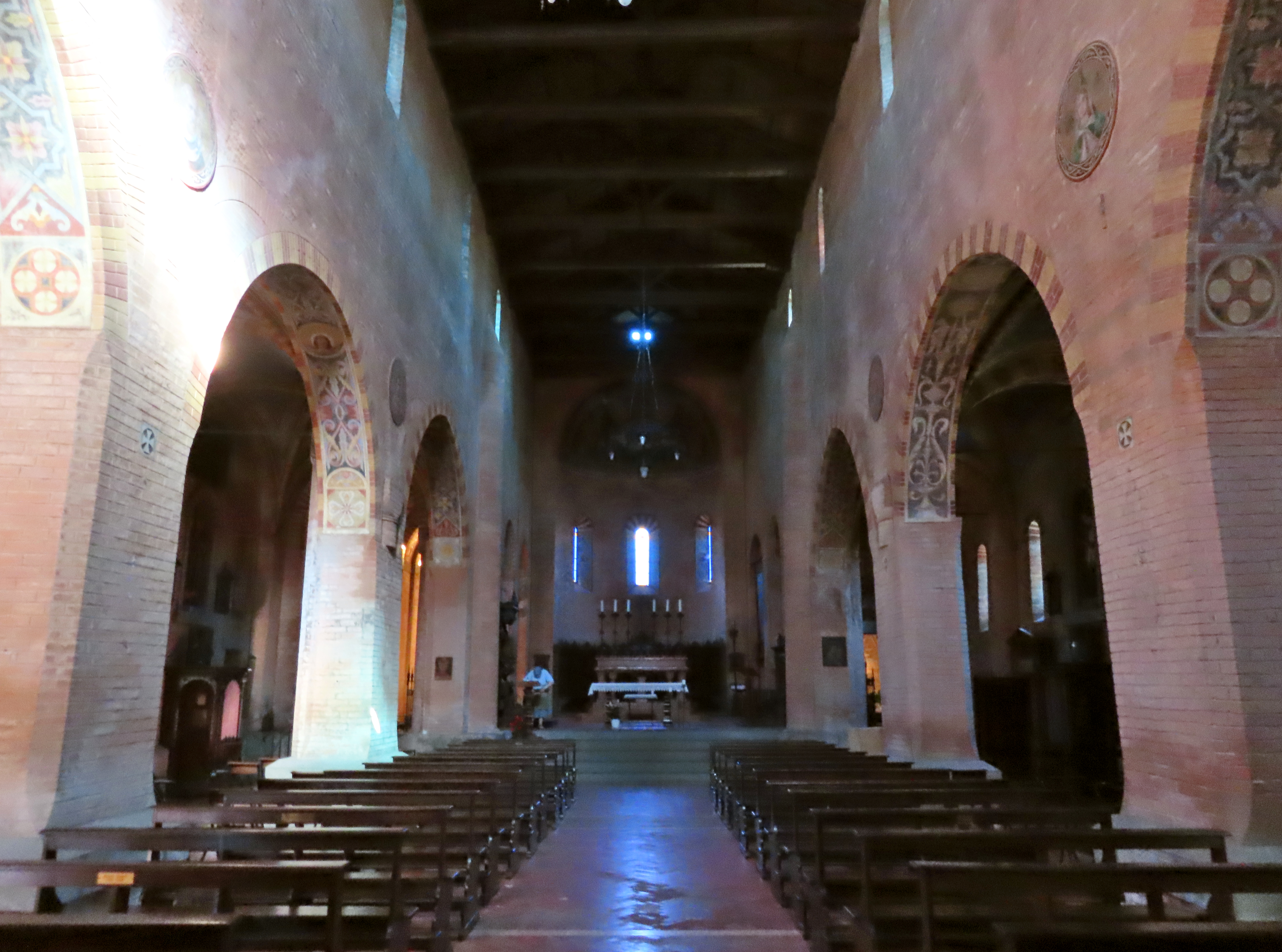
Navata centrale

Edificata probabilmente tra il IX e il X secolo in stile romanico-lombardo, fu donata dall'imperatore Ludovico II il Giovane alla moglie Engelberga.
Nella basilica, rientrante nei domini di Matilde di Canossa, dal 22 ottobre 1106 si tenne il Concilio di Guastalla, convocato e presieduto da Papa Pasquale II, per affrontare i problemi legati alla lotta per le investiture.